# Zosteria fulvipubescens
Zosteria fulvipubescens är en tvåvingeart som först beskrevs av Macquart 1850.  Zosteria fulvipubescens ingår i släktet Zosteria och familjen rovflugor. Inga underarter finns listade i Catalogue of Life.